# Kisoroszi
Kisoroszi es un pueblo húngaro perteneciente al distrito de Szentendre, condado de Pest.

## Superficie
Cuenta con una superficie de 10,94 km².

## Demografía
Hasta 2024 la población era de 902 habitantes, con una densidad de población de 82,44 hab/km².
| Gráfica de evolución demográfica de Kisoroszi entre 2020 y 2024 |
|                                                                 |
| Datos según la Oficina Central de Estadística de Hungría.       |